# Dicladispa megacantha
Dicladispa megacantha is een keversoort uit de familie bladkevers (Chrysomelidae). De wetenschappelijke naam van de soort werd in 1890 gepubliceerd door Raffaello Gestro.